# Les Plus Belles Mariées
Les Plus Belles Mariées est une émission de télévision française présentée par Karine Ferri, diffusée du 16 avril 2018 au 31 janvier 2020 sur TF1.

## Principe
Quatre mariées vont passer une journée inoubliable pour chercher les panoplies (robe de mariée, accessoires, mise en beauté) pour leur mariage en respectant la thématique. Elles seront suivies et notées en quatre critères (trois notes seulement durant le lundi au jeudi et le quatrième pour la finale le vendredi). En finale, selon l'ultime note qui sera décisive, la meilleure sera élue la plus belle mariée annoncé par le miroir magique.

## Diffusion
- La première saison de l'émission est diffusée du 16 avril 2018 au 4 mai 2018 à 17 h 30, dans la case horaire de l'émission Quatre mariages pour une lune de miel.
- La deuxième saison de l'émission est diffusée du 4 février 2019 au 15 mars 2019 à 17 h 10 entre le second téléfilm de l'après midi diffusé par TF1 et Bienvenue chez nous.
- Une troisième et dernière saison de l'émission est diffusée du 13 janvier 2020 au 31 janvier 2020 à 17 h 10 entre le second téléfilm de l'après-midi et Bienvenue chez nous.

## Arrêt de diffusion
Le programme, initialement annoncé jusqu’au 21 février 2020 en diffusion inédite, est supprimé en urgence par la chaîne dès le 31 janvier 2020, faute d’audience.
Effectivement, avec moins de 900 000 téléspectateurs à 17h10 (9% des téléspectateurs), TF1 est battue par France 3, France 5, mais surtout par France 2 qui atteint en face près du triple d’audience. Aussi, la chaîne privée est prête à être devancée par M6. Il s’agit de scores cataclysmiques pour TF1 qui n’avait jamais atteint un tel niveau d’audience à cette horaire historiquement, hors concurrence exceptionnelle. Surtout, auprès de la cible commerciale des femmes de moins de 50 ans, TF1 est très largement battue par M6, mais aussi par France 2. L’émission constitue donc un revers historique pour la première chaîne à cet horaire.
À la suite de son arrêt de diffusion, les quinze numéros supplémentaires non diffusés sont programmés la nuit à partir du 17 novembre jusqu'au 1er décembre 2020.

## Audiences

### Audiences de la première saison
D'après le compte Twitter de Benjamin Rabier, le premier numéro de l'émission a battu le record d'audience, dépassant celle de l'audience de l'émission Affaire conclue sur France 2 affichant avec 1,12 million de téléspectateurs et 14,4% de PDA.
Le record d'audience de la saison est le numéro du 1er mai 2018 avec 1,40 million de téléspectateurs. Tandis que le record du PDA est celui du 19 avril 2018 avec 21,0 %.
| Saison 1 : liste des audiences des Plus Belles Mariées | Saison 1 : liste des audiences des Plus Belles Mariées | Saison 1 : liste des audiences des Plus Belles Mariées | Saison 1 : liste des audiences des Plus Belles Mariées | Saison 1 : liste des audiences des Plus Belles Mariées |
| Émission                                               | Date de diffusion                                      | Téléspectateurs                                        | PDA                                                    | Références                                             |
| ------------------------------------------------------ | ------------------------------------------------------ | ------------------------------------------------------ | ------------------------------------------------------ | ------------------------------------------------------ |
| 1                                                      | 16 avril 2018                                          | 1 210 000                                              | 13,9 %                                                 | [ 5 ]                                                  |
| 2                                                      | 17 avril 2018                                          | 1 070 000                                              | 13,9 %                                                 | [ 5 ]                                                  |
| 3                                                      | 18 avril 2018                                          | 968 000                                                | 12,7 %                                                 | [ 5 ]                                                  |
| 4                                                      | 19 avril 2018                                          | 1 000 000                                              | 21 %                                                   | [ 5 ]                                                  |
| 5                                                      | 20 avril 2018                                          | NC                                                     | NC                                                     | NC                                                     |
|                                                        |                                                        |                                                        |                                                        |                                                        |
| 6                                                      | 23 avril 2018                                          | 1 300 000                                              | 15 %                                                   | [ 5 ]                                                  |
| 7                                                      | 24 avril 2018                                          | 870 000                                                | 11,8 %                                                 | [ 5 ]                                                  |
| 8                                                      | 25 avril 2018                                          | 1 100 000                                              | 19 %                                                   | [ 5 ]                                                  |
| 9                                                      | 26 avril 2018                                          | NC                                                     | 20 %                                                   | [ 5 ]                                                  |
| 10                                                     | 27 avril 2018                                          | 1 100 000                                              | 14 %                                                   | [ 5 ]                                                  |
|                                                        |                                                        |                                                        |                                                        |                                                        |
| 11                                                     | 30 avril 2018                                          | 1 200 000                                              | 16 %                                                   | [ 5 ]                                                  |
| 12                                                     | 1er mai 2018                                           | 1 400 000                                              | 12 %                                                   | [ 5 ]                                                  |
| 13                                                     | 2 mai 2018                                             | 1 200 000                                              | 13 %                                                   | [ 5 ]                                                  |
| 14                                                     | 3 mai 2018                                             | 1 000 000                                              | 12 %                                                   | [ 5 ]                                                  |
| 15                                                     | 4 mai 2018                                             | 1 200 000                                              | 15 %                                                   | [ 5 ]                                                  |

- Meilleure audience de la semaine
- Meilleure PDA de la semaine

### Audiences de la seconde saison
Le premier numéro de la seconde saison a attiré 1,36 million de téléspectateurs dont 12,8 % en PDA.
Le record d'audience de la saison est le numéro du 4 février 2019 avec 1,36 million de téléspectateurs. Tandis que le record du PDA sont celui du 20 et 22 février 2019 avec 23,0 %.
| Saison 2 : liste des audiences des Plus Belles Mariées | Saison 2 : liste des audiences des Plus Belles Mariées | Saison 2 : liste des audiences des Plus Belles Mariées | Saison 2 : liste des audiences des Plus Belles Mariées | Saison 2 : liste des audiences des Plus Belles Mariées |
| Émission                                               | Date de diffusion                                      | Téléspectateurs                                        | PDA                                                    | Références                                             |
| ------------------------------------------------------ | ------------------------------------------------------ | ------------------------------------------------------ | ------------------------------------------------------ | ------------------------------------------------------ |
| 1                                                      | 4 février 2019                                         | 1 360 000                                              | 12,8 %                                                 | [ 7 ]                                                  |
| 2                                                      | 5 février 2019                                         | 1 100 000                                              | 11,3 %                                                 | [ 7 ]                                                  |
| 3                                                      | 6 février 2019                                         | 1 090 000                                              | 11,2 %                                                 | [ 7 ]                                                  |
| 4                                                      | 7 février 2019                                         | 1 100 000                                              | 18,3 %                                                 | [ 7 ]                                                  |
| 5                                                      | 8 février 2019                                         | NC                                                     | NC                                                     | NC                                                     |
|                                                        |                                                        |                                                        |                                                        |                                                        |
| 6                                                      | 11 février 2019                                        | 1 200 000                                              | 18,0 %                                                 | [ 7 ]                                                  |
| 7                                                      | 12 février 2019                                        | NC                                                     | NC                                                     | NC                                                     |
| 8                                                      | 13 février 2019                                        | 1 100 000                                              | 17,0 %                                                 | [ 7 ]                                                  |
| 9                                                      | 14 février 2019                                        | 1 000 000                                              | 18,0 %                                                 | [ 7 ]                                                  |
| 10                                                     | 15 février 2019                                        | NC                                                     | NC                                                     | NC                                                     |
|                                                        |                                                        |                                                        |                                                        |                                                        |
| 11                                                     | 18 février 2019                                        | 1 100 000                                              | 16,0 %                                                 | [ 7 ]                                                  |
| 12                                                     | 19 février 2019                                        | 1 100 000                                              | 16,0 %                                                 | [ 7 ]                                                  |
| 13                                                     | 20 février 2019                                        | -                                                      | 23,0 %                                                 | [ 7 ]                                                  |
| 14                                                     | 21 février 2019                                        | 1 000 000                                              | 15,0 %                                                 | [ 7 ]                                                  |
| 15                                                     | 22 février 2019                                        | 1 200 000                                              | 23,0 %                                                 | [ 7 ]                                                  |
|                                                        |                                                        |                                                        |                                                        |                                                        |
| 16                                                     | 25 février 2019                                        | 1 100 000                                              | 18,0 %                                                 | [ 7 ]                                                  |
| 17                                                     | 26 février 2019                                        | 1 100 000                                              | 16,0 %                                                 | [ 7 ]                                                  |
| 18                                                     | 27 février 2019                                        | 1 000 000                                              | 20,0 %                                                 | [ 7 ]                                                  |
| 19                                                     | 28 février 2019                                        | 1 100 000                                              | 18,0 %                                                 | [ 7 ]                                                  |
| 20                                                     | 1er mars 2019                                          | 1 200 000                                              | 15,0 %                                                 | [ 7 ]                                                  |
|                                                        |                                                        |                                                        |                                                        |                                                        |
| 21                                                     | 4 mars 2019                                            | NC                                                     | NC                                                     | NC                                                     |
| 22                                                     | 5 mars 2019                                            | NC                                                     | NC                                                     | NC                                                     |
| 23                                                     | 6 mars 2019                                            | 1 100 000                                              | 21,0 %                                                 | [ 7 ]                                                  |
| 24                                                     | 7 mars 2019                                            | 1 200 000                                              | 21,0 %                                                 | [ 7 ]                                                  |
| 25                                                     | 8 mars 2019                                            | NC                                                     | NC                                                     | NC                                                     |
|                                                        |                                                        |                                                        |                                                        |                                                        |
| 26                                                     | 11 mars 2019                                           | 1 100 000                                              | 17,0 %                                                 | [ 7 ]                                                  |
| 27                                                     | 12 mars 2019                                           | NC                                                     | NC                                                     | NC                                                     |
| 28                                                     | 13 mars 2019                                           | NC                                                     | NC                                                     | NC                                                     |
| 29                                                     | 14 mars 2019                                           | 1 200 000                                              | 16,0 %                                                 | [ 7 ]                                                  |
| 30                                                     | 15 mars 2019                                           | NC                                                     | NC                                                     | NC                                                     |

- Meilleure audience de la semaine
- Meilleure PDA de la semaine

### Audiences de la troisième saison
Le premier numéro de la saison a rassemblé 1,1 million de téléspectateurs dont 22,0 % en PDA.
Le record d'audience de la saison est le numéro du 17 janvier 2020 avec 1,25 million de téléspectateurs. Tandis que le record du PDA sont celui du 13 et 15 janvier 2020 avec 22,0 %.
| Saison 3 : liste des audiences des Plus Belles Mariées | Saison 3 : liste des audiences des Plus Belles Mariées | Saison 3 : liste des audiences des Plus Belles Mariées | Saison 3 : liste des audiences des Plus Belles Mariées | Saison 3 : liste des audiences des Plus Belles Mariées |
| Émission                                               | Date de diffusion                                      | Téléspectateurs                                        | PDA                                                    | Références                                             |
| ------------------------------------------------------ | ------------------------------------------------------ | ------------------------------------------------------ | ------------------------------------------------------ | ------------------------------------------------------ |
| 1                                                      | 13 janvier 2020                                        | 1 100 000                                              | 22,0 %                                                 | [ 8 ]                                                  |
| 2                                                      | 14 janvier 2020                                        | 1 040 000                                              | 10,6 %                                                 | [ 8 ]                                                  |
| 3                                                      | 15 janvier 2020                                        | 1 100 000                                              | 22,0 %                                                 | [ 8 ]                                                  |
| 4                                                      | 16 janvier 2020                                        | 1 100 000                                              | 21,0 %                                                 | [ 8 ]                                                  |
| 5                                                      | 17 janvier 2020                                        | 1 250 000                                              | 12,5 %                                                 | [ 8 ]                                                  |
|                                                        |                                                        |                                                        |                                                        |                                                        |
| 6                                                      | 20 janvier 2020                                        | 1 000 000                                              | 18,0 %                                                 | [ 8 ]                                                  |
| 7                                                      | 21 janvier 2020                                        | 928 000                                                | 10,0 %                                                 | [ 8 ]                                                  |
| 8                                                      | 22 janvier 2020                                        | 848 000                                                | 9,0 %                                                  | [ 8 ]                                                  |
| 9                                                      | 23 janvier 2020                                        | NC                                                     | NC                                                     | NC                                                     |
| 10                                                     | 24 janvier 2020                                        | NC                                                     | NC                                                     | NC                                                     |
|                                                        |                                                        |                                                        |                                                        |                                                        |
| 11                                                     | 27 janvier 2020                                        | NC                                                     | NC                                                     | NC                                                     |
| 12                                                     | 28 janvier 2020                                        | NC                                                     | NC                                                     | NC                                                     |
| 13                                                     | 29 janvier 2020                                        | NC                                                     | NC                                                     | NC                                                     |
| 14                                                     | 30 janvier 2020                                        | NC                                                     | NC                                                     | NC                                                     |
| 15                                                     | 31 janvier 2020                                        | NC                                                     | NC                                                     | NC                                                     |

- Meilleure audience de la semaine
- Meilleure PDA de la semaine